# Козівська селищна територіальна громада
Козівська селищна громада — територіальна громада в Україні, у Тернопільському районі Тернопільської області. Адміністративний центр — селище Козова.
Площа громади — 435,1 км², населення — 25 403 осіб (2020).
Утворена 2020 року.
19 липня 2020 року, в результаті адміністративно-територіальної реформи та ліквідації Козівського району, увійшла до складу Тернопільського району.

## Населені пункти
У склад громади входить 1 селище (Козова) і 35 сіл:
- Бартошівка
- Бишки
- Будилів
- Будова
- Вибудів
- Вимислівка
- Вівся
- Вікторівка
- Геленки
- Глинна
- Горби
- Городище
- Дибще
- Заберізки
- Залісся
- Золота Слобода
- Золочівка
- Йосипівка
- Кальне
- Козівка
- Конюхи
- Криве
- Маковисько
- Мала Плавуча
- Медова
- Млинці
- Олесине
- Плоске
- Плотича
- Потік
- Сеньків
- Теофіпілка
- Уритва
- Ценів
- Щепанів